# 遠江八景
```
# 瀬戸夜雨に適した、猪鼻湖周辺の画像
# 細江帰帆に適した、細江町または引佐町から望む浜名湖の画像
```

遠江八景（とおとうみはっけい）は、浜名湖周辺にある八ヶ所の景勝地の総称である。歴史的・文学的・美術的な背景があることを基準として、2014年に静岡県が発表した。
短歌、俳句、浮世絵、詩歌などの題材になり、かつ、美しい景色が今もなお残っている場所を対象に、有馬朗人を始めとする遠江八景選定委員会が選定した。八景それぞれの命名は瀟湘八景に則っている。つまり、先に地名二文字、後に季節や時間や天候を表す二文字、で構成されている。
県外観光客の誘致や、地元民への再認識を促す狙いがある。2014年3月7日に発表され、同年3月21日の浜名湖花博2014にてお披露目するとともに、来場者に解説冊子を配布した。この冊子は浜松市と湖西市の市役所や、浜名湖周辺の観光案内所などで入手できる。

## 八景
並び順は静岡県の公式サイトに拠る。
| [ 1 ] [ 3 ]                      | 所在地       | イメージ     | 備考                                        |
| 舘山秋月（たてやまのしゅうげつ） | 浜松市中央区 |              | 舘山寺（かんざんじ）周辺                    |
| 弁天夕照（べんてんのせきしょう） | 浜松市中央区 |              | 弁天島と舞阪宿周辺                          |
| 浜名暮雪（はまなのぼせつ）       | 湖西市       |              | 浜名大橋と新居宿周辺                        |
| 潮見晴嵐（しおみのせいらん）     | 湖西市       |              | 潮見坂と白須賀宿周辺                        |
| 瀬戸夜雨（せとのやう）           | 浜松市浜名区 |              | 猪鼻湖周辺                                  |
| 五山晩鐘（ござんのばんしょう）   | 浜松市浜名区 | 龍潭寺の山門 | 方広寺、龍潭寺、大福寺 初山宝林寺、摩訶耶寺 |
| 寸座落雁（すんざのらくがん）     | 浜松市浜名区 |              | 浜名湖サービスエリア周辺                    |
| 細江帰帆（ほそえのきはん）       | 浜松市浜名区 |              | 細江町と引佐町周辺                          |
| -------------------------------- | ------------ | ------------ | ------------------------------------------- |